# تريسين
تريسن هو ثالث أكبر لبلديات ليختنشتاين. أنه يحتوي على العديد من الكنائس التاريخية التي يرجع تاريخها إلى القرن الخامس عشر. كما أن لديها ميل مطحنة من 1863 التي تعتبر نصب تاريخي. ويبلغ عدد السكان حوالي 5،275.

## جغرافية
وتشمل البلدية أعلى نقطة ليختنشتاين، غراوسبيتز، عند 2،599 متر (8557 قدم) فوق مستوى سطح البحر. ويقع بين فادوز، تريسنبرغ والززر

## التاريخ
فالتسويات من تريسن، كما وجدت التكنولوجيا في علماء الآثار أثناء الحفريات، في الكوارث الطبيعية. وتظهر الصورة التفصيلية لوسري تريسن أن جميع مراحل التسوية تم إنهاءها من قبل قوى الطبيعة. وقد أثبتت أن مستوطنة البرونزية والحديد دمرت المرملة والانهيارات الأرضية.
ويتألف معطف الأسلحة من البلدية تريسن من درع مع ثلاثة شلالات الفضة الشهيرة على خلفية زرقاء.

## الجذب السياحي
تشمل مناطق الجذب في منطقة تريسن ما يلي:
- يموت بفاركيرتش سانت جالوس ، 1455 وأعيد بناؤه عام 1994 ، بقاعة كنيسة مربعة
- Die St.-Mamerta-Kapelle ، أقدم كنيسة صغيرة في البلاد ، تم بناؤها في القرن التاسع أو أوائل القرن العاشر
- Die Marienkapelle ، مبنى روماني من أوائل القرن الثالث عشر
- Das Kosthaus ، منزل من الطبقة العاملة تم بناؤه عام 1873
- Kulturzentrum Gasometer ، المركز الثقافي ، مع المعارض الفنية وغيرها من الأحداث
- متحف لاوينا للكهرباء في محطة لاوينا للطاقة [3]

## مشاهير
- فرانز بورجمير (مواليد 1982 في تريسن) لاعب كرة قدم متقاعد ، لعب آخر مرة كلاعب خط وسط لنادي إف سي فادوز
- أورسولا كونزيت (مواليد 1959 في تريسن) متزلج سابق في جبال الألب

## صالة عرض

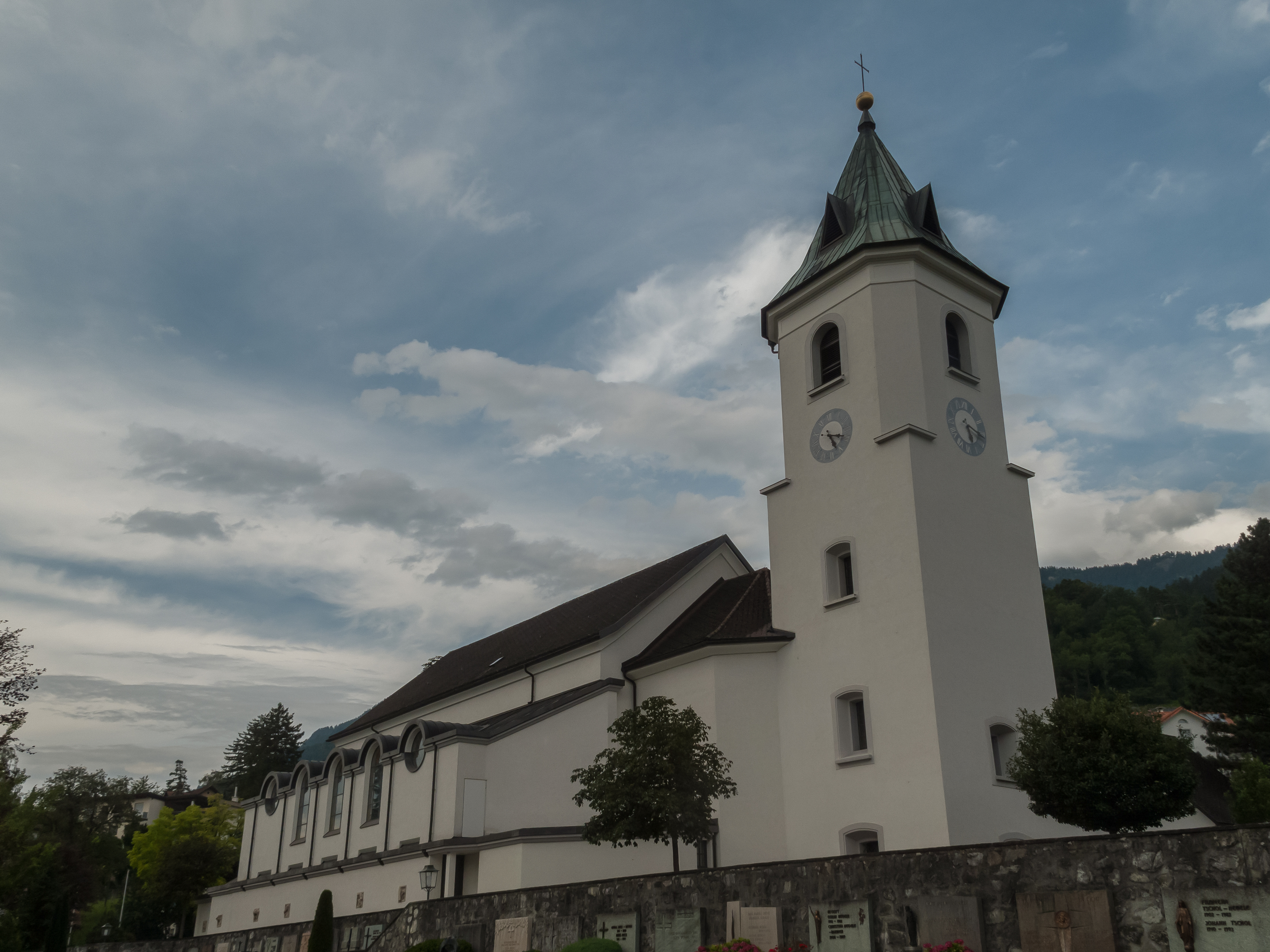
كنيسة أبرشية سانكت جالوس
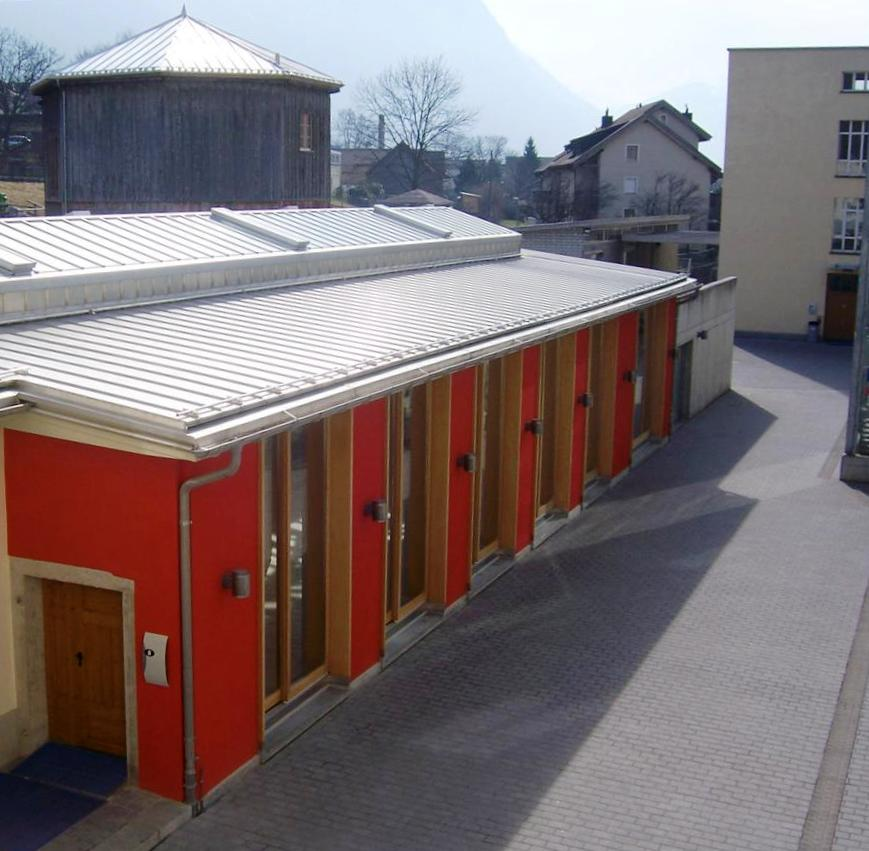
مقياس الغاز المركز الثقافي

## روابط خارجية
- الموقع الرسمي
- سياحة ليختنشتاين